# Liste des phares de la Sicile

Provinces de Sicile

Liste des phares de la Sicile :La Sicile, plus grande île de la Méditerranée, est séparée de la pointe de la péninsule italienne par l'étroit détroit de Messine. Aujourd'hui, l'île est une région autonome de la République italienne.
La Sicile est divisée en neuf provinces, dont sept ont des phares. Cette page comprend les phares de la Sicile ouest (Palerme, Trapani et Agrigente) et de la Sicile est (Messine, Catane, Syracuse et Raguse).
Les aides à la navigation sont exploitées et entretenues par le Servizio dei Fari e del Segnalamento Marittimo de la Marina Militare. Les propriétés des phares sont des réserves navales, généralement clôturées et fermées au public.

## Messine
- Phare de Punta San Raineri
- Phare du cap Peloro
- Phare de Capo Rasocolmo
- Phare de Capo Milazzo
- Îles Éoliennes :

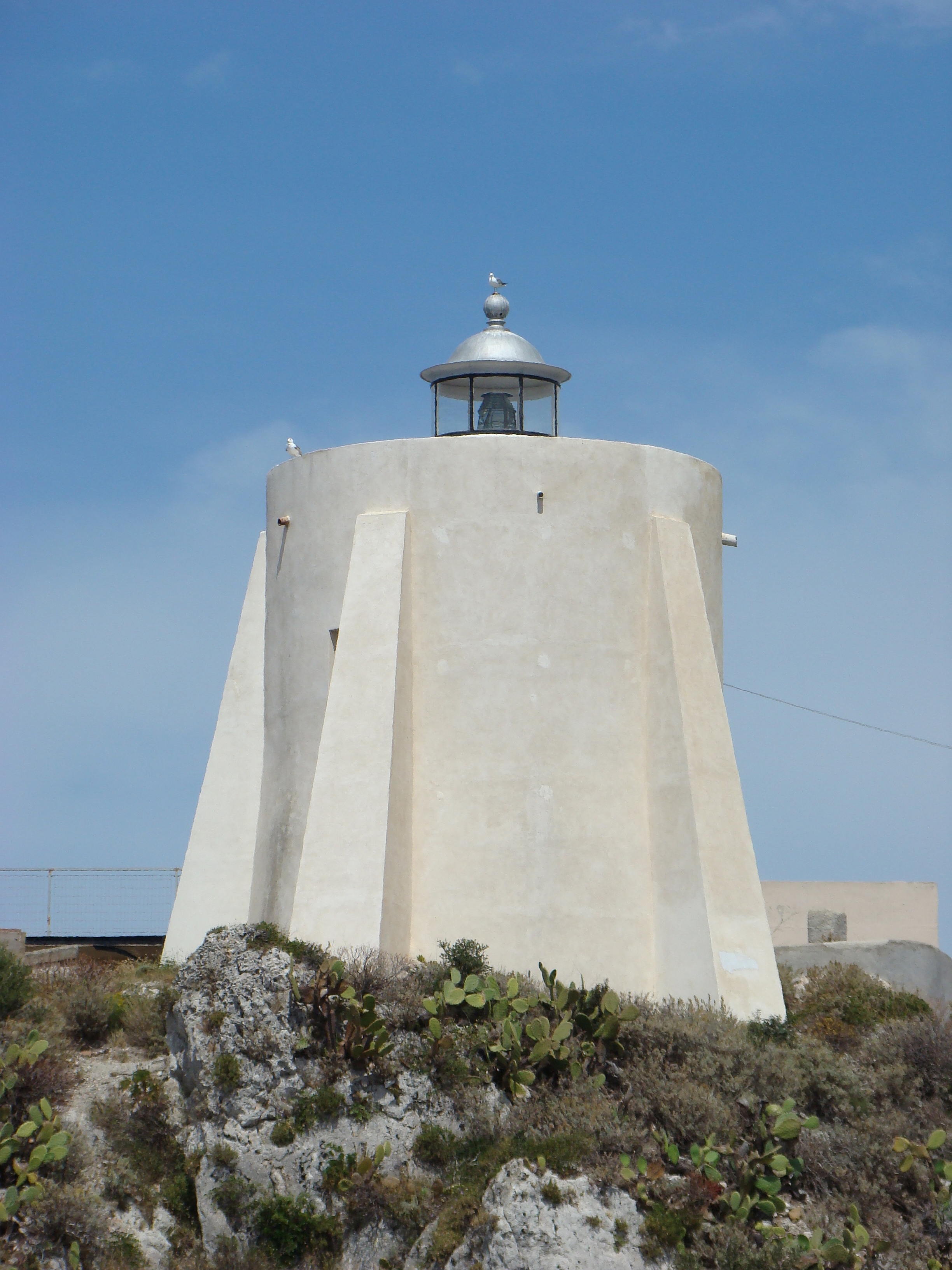
Capo Milazzo

  - Phare du Strombolicchio (Strombolicchio)
  - Phare de Punta Lingua (Île de Salina)
  - Phare de Punta dei Porci (Île Vulcano)
- Phare de Capo d'Orlando

## Palerme

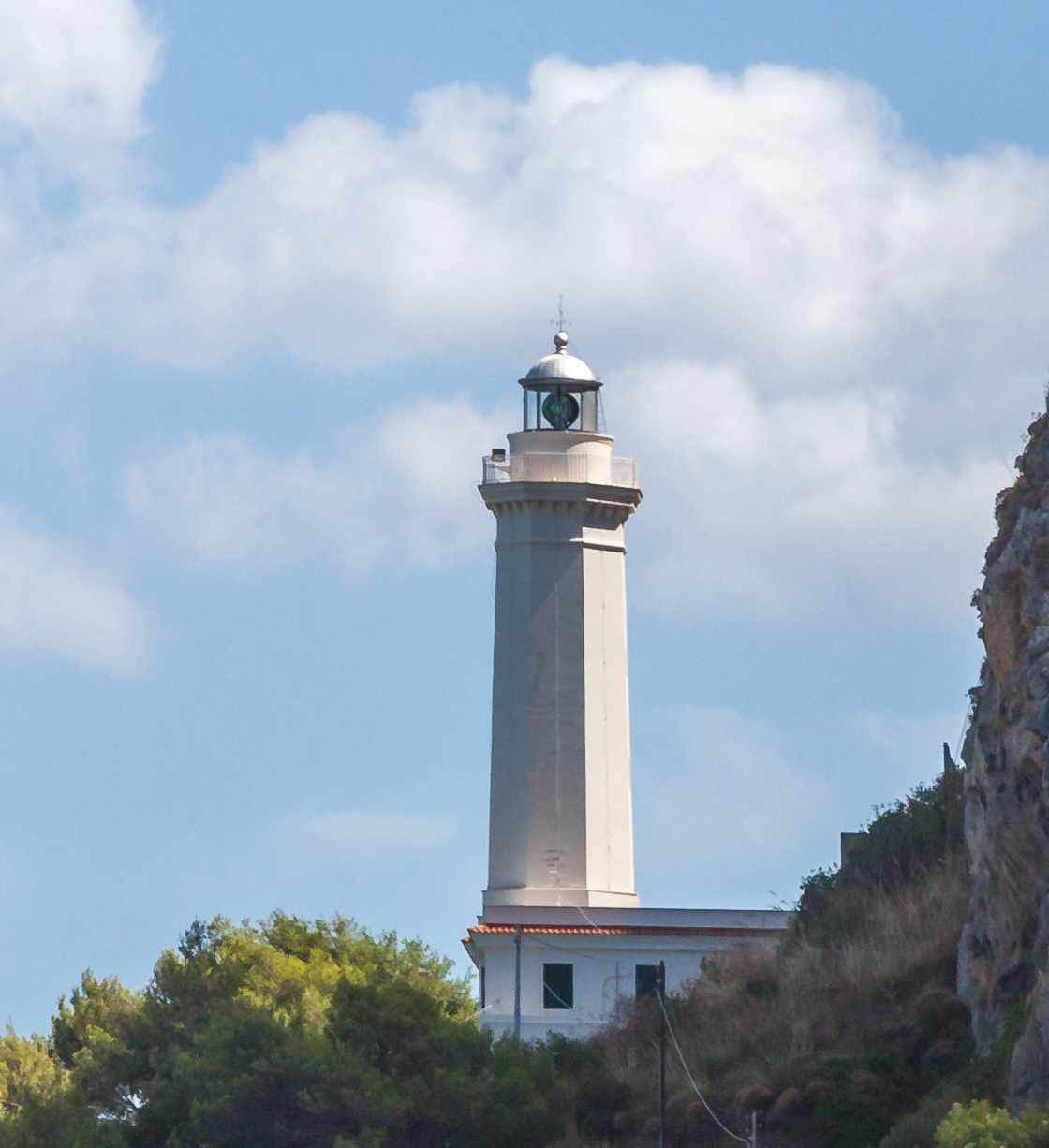
Capo Cefalù

- Phare de Capo Cefalù
- Phare de Capo Zafferano
- Phare de Capo Gallo
- Île d'Ustica :
  - Phare de Punta Omo Morto
  - Phare de Punta Cavazzi

## Trapani
- Phare de Castello Normanno
- Phare de Scoglio Palumbo
- Phare de San Vito Lo Capo
- Îles Égades :

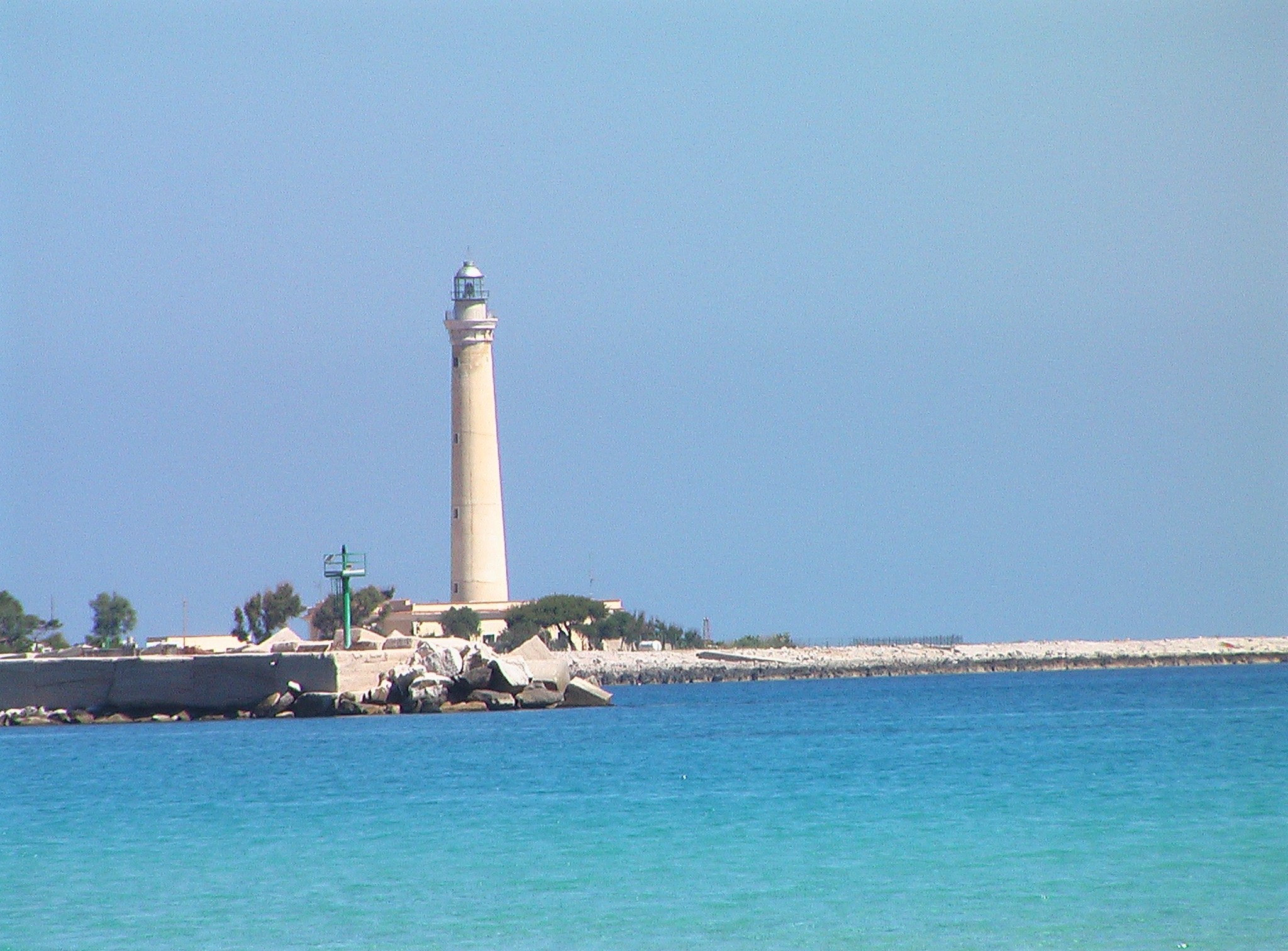
San Vito Lo Capo

  - Phare de Punta Sottile (Île de Favignana)
  - Phare de Capo Grosso (Île de Levanzo)
  - Phare de l'île Formica (Île Formica)
  - Phare de Scogli Porcelli (Scogli Porcelli)
- Phare du port de Marsala
- Phare de Capo Granitola
- Île Pantelleria
  - Phare de Punta Spadillo

## Agrigente
- Îles Pélages :

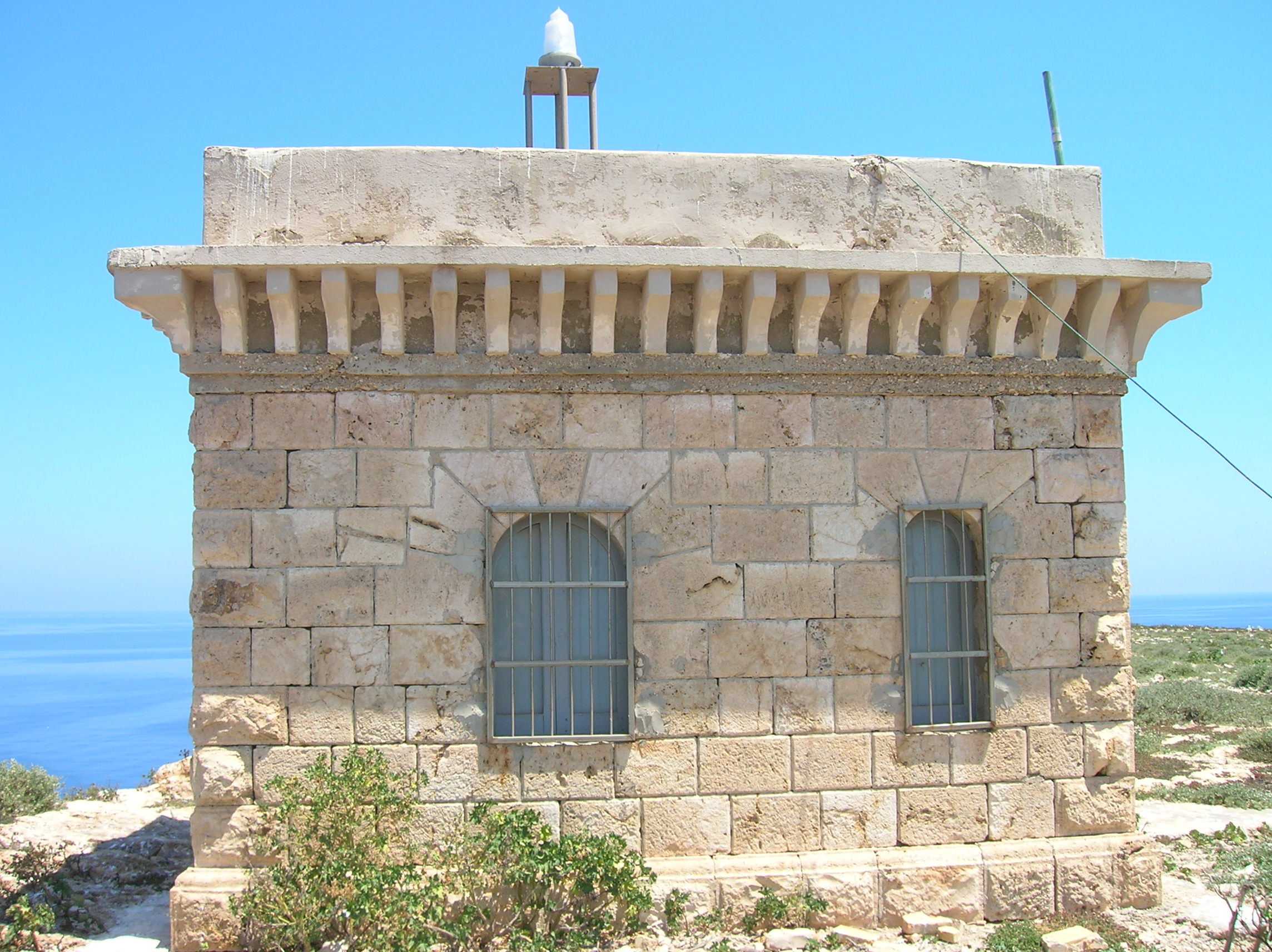
Lampione

  - Phare de Punta Beppe Tuccio (Linosa)
  - Phare de Capo Grecale (Lampedusa)
  - Phare de Lampione (Lampione)
- Phare de San Giacomo

## Raguse
- Phare de Scoglitti
- Phare de Capo Scaramia
- Phare de Scogli Porri

## Syracuse
- Phare de l'île des Courants
- Phare de Cozzo Spadaro

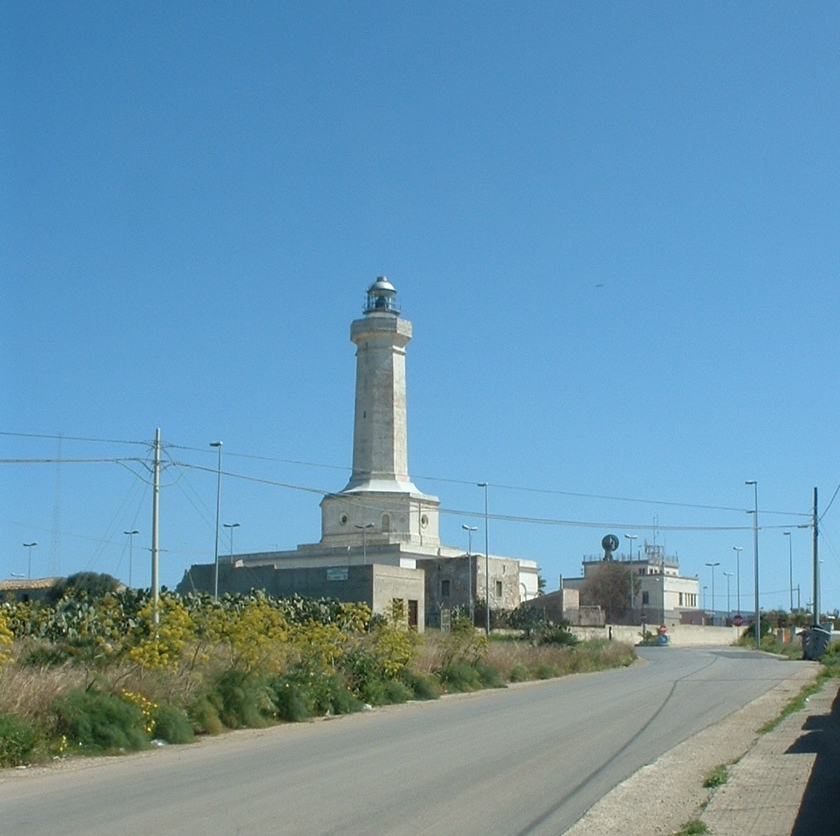
Cozzo Spadaro

- Phare de Capo Passero (Île de Capo Passero)
- Phare de Capo Murro di Porco
- Phare du Château Maniace
- Phare de Torre Avalos (Inactif)
- Phare de Capo Santa Croce

## Catane
- Phare de Capo Mulini
- Phare de Sciara Biscari